# Balclis
Balclis es una casa de subastas, mayoritariamente de obras de arte y demás objetos coleccionables, relacionados con las antigüedades, pintura, joyas, numismática, mobiliarios de diseño, o arte oriental, entre otras, siendo esta última una de las categorías referentes en sus ventas, al ser la única sala nacional con un departamento especializado en arte asiático.
Su origen se remonta al año 1979, y el nombre proviene del neologismo surgido de la fusión de los dos apellidos de sus fundadores, Antonio Climent Benaiges, pionero en importación de antigüedades, y Juan Baldrich, quienes decidieron fundar juntos en Barcelona una sala de subastas. Desde 1995, Tachu Climent es su actual director. 
Algunas de sus obras han sido compradas por las principales instituciones museísticas nacionales, como el Museo del Prado, Museo Nacional de Arte de Cataluña, Museo Nacional Centro de Arte Reina Sofía, y el Museo de Bellas Artes de Valencia, entre otros.
En 2019, Balclis integra nuevas tecnologías, iniciando una colaboración con el marketplace sueco Auctionet, donde combina las tradicionales subastas presenciales con subastas exclusivamente en línea.